# Gargoyles (videojuego)
Gargoyles  o Gárgolas es un videojuego de plataformas, basado en la serie del mismo nombre, que se lanzó el 15 de mayo de 1995 exclusivamente para la Mega Drive de Sega. El juego inicialmente se anunció también para la Super Nintendo, pero esa versión se canceló sin motivo aparente.

## Modo de Juego
En el juego, los jugadores controlan a Goliath, líder del Clan de Manhattan de Gárgolas, en los años 1994 y 1995, en su intento de poner fin a un mágico talismán dañado, el ojo de Odín, que puede transformar al que viene a tomar posesión de él. El juego sigue libremente la trama de la serie, aunque solo dos personajes no se identifican de manera sustancial. Goliath, el protagonista, y Démona, que finalmente se convierte en el antagonista principal y el último propietario del ojo. También aparecen otros personajes de la serie.